# Pietro da Moglio
Pietro da Moglio  ou Petrus de Mulio (né à Moglio, une frazione de la commune d'Alassio, dans l'actuelle province de Savone, en Ligurie) est un écrivain humaniste italien de la fin du XIVe et du début du  XVe siècle.

## Biographie
Pietro da Moglio, élève de Giovanni del Virgilio, a été professeur de rhétorique à Padoue de 1362 à 1368 et à Bologne de 1368 à 1383.
Il fit des cours sur la tragédie de Sénèque et les comédies de Térence.
Coluccio Salutati et Francesco da Fiano ont été formés à son école.

## Publications
- Versus de Anna sorore Didonis, poésie épique.

## Sources
- Voir bibliographie